# دورة الألعاب الآسيوية 1962
استضافت اندونيسيا الدورة الرابعة من 24 اب/اغسطس إلى 4 ايلول/سبتمبر 1962 بمشاركة 1460 رياضيا في 13 لعبة.
وعارضت اندونيسيا مشاركة تايوان وإسرائيل فهددها اتحاد الألعاب الاسيوية (المجلس الاولمبي الاسيوي حاليا) بعدم الاعتراف بالارقام التي تسجل وانضم اليه الاتحاد الدولي لالعاب القوى فتقدمت تايوان وهي عضو مؤسس في اتحاد الألعاب الاسيوية باحتجاج لدى اللجنة الاولمبية وطالبتها بانزال عقوبات بحق اندونيسيا.
ووافقت اللجنة الاولمبية الدولية على طلب تايوان وهددت بسحب اعترافها بالألعاب إذا لم توافق اندونيسيا على منح تأشيرات دخول للاسرائيليين والتايوانيين، لكنها رفضت الإذعان لتهديد اللجنة الاولمبية واستمرت على موقفها المعارض لمشاركة هاتين الدولتين.
ووضعت اللجنة الاولمبية تهديدها موضع التنفيذ فطردت اندونيسيا من الاسرة الاولمبية عام 1963، كما هدد الاتحاد الدولي لالعاب القوى جميع الدول في الدورة بعدم اشراك ممثليها في منافسات العاب القوى والا فانه سيحسب رخصة انتسابها اليه، وبالتالي فقد الغيت جميع مسابقات رفع الاثقال، وسمحت قلة من الدول المشاركة لعدائيها بالمنافسة على ذهبيات العاب القوى. وسجل في الدورة 38 رقما اسيويا جديدا.
واحرزت اليابان الذهبيات ال18 في العاب القوى و22 من اصل 25 في السباحة، وتصدرت الترتيب برصيد 73 ذهبية امام الهند برصيد 10 ذهبيات.

## ترشيح الاستضافة
في اليوم 23 مايو عام 1958م، عقد مجلس اتحاد الألعاب الآسيوية اجتماعا في العاصمة اليابانية طوكيو بهدف ترشيح المدينة لاستضافة الدورة الألعاب الآسيوية، وتقدم الطلب من اندونيسيا وباكستان، تم التصويت وفازت اندونيسيا في هذه الاستضافة بفارق صوتين فقط.
| نتائج الترشيح لدورة الألعاب الآسيوية 1962 | نتائج الترشيح لدورة الألعاب الآسيوية 1962 | نتائج الترشيح لدورة الألعاب الآسيوية 1962 | نتائج الترشيح لدورة الألعاب الآسيوية 1962 |
| مدينة                                     | البلدان المنافسة على الاستضافة            | نتيجة التصويت                             |                                           |
| ----------------------------------------- | ----------------------------------------- | ----------------------------------------- | ----------------------------------------- |
| جاكارتا                                   | اندونيسيا                                 | 22                                        |                                           |
| كراتشي                                    | باكستان                                   | 20                                        |                                           |

## الدول المشاركة
| - أفغانستان - بورما - الهند - اندونيسيا - كامبوديا - اليابان | - ماليزيا - الفلبين - سنغافورة - سيلان - تايلاند - بورنيو الشمالية | - باكستان - هونغ كونغ - كوريا الجنوبية - سراوق - جنوب فيتنام |

## الألعاب المشاركة
| - ألعاب القوى - الريشة الطائرة - مصارعة - سباحة - الدراجات - رماية | - كرة القدم - غطس - المبارزة - الملاكمة - تنس الطاولة - تنس - كرة الطائرة |

## ترتيب الميداليات
البلد المستضيف
| الترتيب  | منتخب          | ذهبية | فضية | برونزية | المجموع |
| -------- | -------------- | ----- | ---- | ------- | ------- |
| 1        | اليابان        | 73    | 56   | 23      | 152     |
| 2        | اندونيسيا      | 11    | 12   | 28      | 51      |
| 3        | الهند          | 10    | 13   | 10      | 33      |
| 4        | باكستان        | 8     | 11   | 9       | 28      |
| 5        | الفلبين        | 7     | 6    | 24      | 37      |
| 6        | كوريا الجنوبية | 4     | 9    | 10      | 23      |
| 7        | تايلاند        | 2     | 6    | 4       | 12      |
| 8        | ماليزيا        | 2     | 4    | 9       | 15      |
| 9        | بورما          | 2     | 1    | 5       | 8       |
| 10       | سنغافورة       | 1     | 0    | 2       | 3       |
| 11       | سيلان          | 0     | 2    | 3       | 5       |
| 12       | هونغ كونغ      | 0     | 2    | 0       | 2       |
| 13       | أفغانستان      | 0     | 0    | 1       | 1       |
| 14       | كمبوديا        | 0     | 0    | 1       | 1       |
| 15       | جنوب فيتنام    | 0     | 0    | 1       | 1       |
| الإجمالي | الإجمالي       | 120   | 122  | 130     | 372     |

## وصلات خارجية
- المجلس الأولمبي الآسيوي (بالإنجليزية)